# Anne-Françoise Garçon
Pour les articles homonymes, voir Garçon (homonymie).
Anne-Françoise Garçon est une spécialiste de l'Histoire des techniques. 
Elle a élargi l'histoire industrielle de la métallurgie, traditionnellement centrée sur la sidérurgie, au secteur des métaux non-ferreux et éclairé leur importance stratégique dans le processus d'industrialisation entre les XVIIIe et XIXe siècles. 

## Biographie
Agrégée d’Histoire en 1984, docteur de l’EHESS en Histoire des Techniques en 1995, habilitée à diriger des recherches en 2003 au Centre François-Viète en Épistémologie et Histoire des Sciences et Techniques de l’Université de Nantes, Anne-Françoise Garçon est professeur à l'Université Paris I Panthéon-Sorbonne.
Participant par ses travaux à la distinction entre innovation incrémentale et innovation de rupture, elle a fait apparaître le rôle historique joué par l'open technique, situation de libre-échange des savoir-faire et des techniques, pour résoudre les crises techniques induites par le développement économique. Étudiant les débuts de l’ingénierie industrielle et du Génie civil au début du XIXe siècle, elle a mis en évidence le rôle joué par l'École des Mines de Saint-Étienne qui, dix ans avant la naissance de l'École Centrale, prônait la co-activité et la science industrielle pour former conjointement entrepreneurs, ingénieurs et techniciens. Enfin, s'intéressant à l'histoire de la pensée technique, dans la continuité des travaux sur la réduction en Art, auxquels elle a participé, elle a mis à jour les différences d'agencement cognitif, au-delà de la lecture strictement sociale qui prévalait jusqu'alors, entre pratique, technique et technologie,.  
Depuis 2005, elle dirige à l'Université Paris I le Centre d’Histoire des Techniques; De 1998 à 2004, elle a été maître de conférences, puis professeur au Département d’Histoire de l’Université Rennes 2 et de 2008 à 2011, a été membre de la section 22 du Conseil national des universités.
Présidente du Conseil Scientifique de l’Ecomusée du Creusot-Montceau, (Saône-et-Loire, France) (2006-2009), membre du conseil d’administration du CILAC (2007-2008), vice-présidente du Conseil Scientifique du Parc naturel régional de la Haute Vallée de Chevreuse (2008-2010), membre du Conseil Scientifique de l’Académie François Bourdon et du Musée de l'histoire du fer de Jarville, elle est responsable de la Collection Histoire des Techniques aux Éditions Classiques Garnier.
Directrice de publication de la revue e-Phaïstos en Histoire des techniques, membre des comités scientifique des revues Host, Journal of History of Science and Technology, Documents pour l’Histoire des Techniques, Les Cahiers de Recits, Patrimonio Industriale, elle est aussi vice-présidente du comité d’évaluation du programme ANR  Sociétés Innovantes (2011-2013).

## Thèmes de recherche
Spécialiste en Histoire des techniques pour les époques moderne et contemporaine, Anne-Françoise Garçon est l'auteur de nombreux écrits traitant de l'histoire de l'innovation et du changement technique, de l’histoire de la pensée technique : pratique, technique, technologie, histoire des sciences de l’ingénieur; de l’histoire des systèmes techniques ; de l’histoire des matériaux entre les XVIe et XXe siècles ; de l’épistémologie du patrimoine industriel,. 

## Direction de programmes de recherche
- Depuis 2006, elle dirige le Master Erasmus Mundus TPTI, master européen en Histoire des Techniques et Patrimoine Industriel[18].
- Depuis 2010, elle est responsable du programme doctoral international HERITECHS, en Histoire appliquée, économie, technologie et soutenabilité, labellisé par l’OMJ[19].
- Elle est membre du Management Committee du programme européen COST Action IS1007: Investigating Cultural Sustainability[20].
- En 2003-2004, elle a dirigé le Programme Collectif de Recherche « Vents et fours. Recherches sur la ventilation naturelle en paléométallurgie du fer »[21].

## Principales publications
- Mineurs de Bretagne, Skol Vreiz, 1989,  (ISBN 9782903313203)
- L’automobile, son monde et ses réseaux, PUR, 1997[22],[23]
- Mine et métal, 1780-1880. Les non-ferreux et l’industrialisation, PUR, 1999[24],[25],[26],[27]
- Entre l’État et l’Usine. L’École des Mines de Saint-Étienne au XIXe siècle, PUR, 2004[28],[29],[30]
- L'Imaginaire et la pensée technique. Une approche historique, Classiques Garnier, 2012

### Avec Liliane Hilaire-Pérez
- Les chemins de la nouveauté. Innover, inventer au regard de l’Histoire, CTHS, 2003[31]

### Avec Gwenael Delhumeau, Anne Monjaret, Paul Smith
- Démolition, disparition, déconstruction. Approches techno-économiques et anthropologiques, CDHT/CNAM, 2002[32]

### Avec Giovanni-Luigi Fontana, Ana Cardoso de Matos
- Techniques, Patrimoine, Territoires de l’Industrie : Quel Enseignement ?, Colibri, 2010[33],[34]
- Les patrimoines de la mobilité. État des lieux et perspectives de la recherche, Colibri, 2011[35],[36]
- L'aluminium et la calebasse. Patrimoines techniques, patrimoines de l'industrie en Afrique, UTBM, 2013[37]

### Avec Bruno Belhoste
- Les Ingénieurs des mines : cultures, pouvoirs, pratiques, CHEFF, 2012[38]

### Cours magistral sur iTunes U
- Histoire de la notion de progrès, XVIe-XXe siècle[39]